# Yuri Rudzenok
Yuri Rudzenok es un deportista bielorruso que compitió en natación adaptada. Ganó tres medallas en los Juegos Paralímpicos de Verano en los años 2000 y 2004.

## Palmarés internacional
| Juegos Paralímpicos | Juegos Paralímpicos | Juegos Paralímpicos | Juegos Paralímpicos          |
| Año                 | Lugar               | Medalla             | Prueba                       |
| ------------------- | ------------------- | ------------------- | ---------------------------- |
| 2000                | Sídney (Australia)  | Medalla de bronce   | 200 m estilos SM12           |
| 2004                | Atenas (Grecia)     | Medalla de plata    | 4 × 100 m libre (49 ptos.)   |
| 2004                | Atenas (Grecia)     | Medalla de bronce   | 4 × 100 m estilos (49 ptos.) |